# Katsina United

O Katsina United é um clube de futebol nigeriano com sede na cidade de Katsina , no estado de Katsina .

## História
O clube foi fundado em 1994. Foram dissolvidos após o rebaixamento em 2001. Em 2009 o clube foi restabelecido e foi rebatizado de "Spotlights FC", estreou na Liga Nacional da Nigéria em seu primeiro ano. Em outubro de 2016, o Katsina United ganhou a promoção de volta à Liga Profissional da Nigéria , retornando 15 anos depois de ter sido rebaixado pela última vez.
O clube foi vice-campeão em 1995, 1996 e 1997 da Nigerian FA Cup .

## Temporadas
- 1995 : Campeão da terceira divisão.
- 1996 : Vice-campeão da segunda divisão.
- 1997 : 12° na primeira divisão.
- 1998 : 10° na primeira divisão.
- 1999 :  12° na primeira divisão.
- 2000 : vice-campeão da primeira divisão.
- 2001 : 16° na primeira divisão e Rebaixado.
- 2009 : ?
- 2010 : 6° na segunda divisão.
- 2011 : ?
- 2012 : ?
- 2013 : ?
- 2014 : ?
- 2015 : ?
- 2016 : Campeão da segunda divisão.
- 2017 : 16° na primeira divisão.
- 2018 : 7° na primeira divisão.
- 2019 : 6° grupo A primeira divisão.
- 2020 : 7° na primeira.
- 2021 :

## Participações em competições da CAF
Recopa Africana
- 1996 : quartas de finais.

Copa da CAF
- 2001 : Retirou a segunda rodada.